# マイ・ストーリー
『マイ・ストーリー』は、毎日放送ラジオ（MBSラジオ）で制作・放送された朗読番組である。制作局の毎日放送ラジオ（MBSラジオ）では2006年10月から2007年9月30日まで放送された。

## 概要
リスナーから自分の心に残るエピソードを募集し、朗読の形で紹介した。
2008年3月、本番組を基にした同名のラジオドラマが特別番組として放送された。また、2008年4月には、本番組の傑作選が『ありがとう、ごめんね、そしてさようなら 家族からのラブレター』とのタイトルで書籍化された。

## 出演者
- 小野真弓（パーソナリティ）
- 重松清（直木賞作家・解説）
- 朗読に関しては、演劇集団キャラメルボックスの劇団員が担当。

## 放送時間
- 毎日放送ラジオ（MBSラジオ）
  - 毎週月曜日（日曜深夜）2:30 - 3:00（2007年4月8日から同年9月30日　MBSタイガースナイター延長の場合、放送時間変更および休止される場合もあった。）
  - 毎週日曜日19:30 - 20:00（2006年10月から2007年3月まで）
- TBSラジオ（2006年10月 - 2007年3月）
  - 毎週日曜日 21:30 - 22:00
- CBCラジオ（2006年10月 - 2007年3月）
  - 毎週日曜日 19:00 - 19:30

## 書籍
- ありがとう、ごめんね、そしてさようなら 家族からのラブレター（重松清編著、新潮社、2008年、ISBN 9784104075089）